# Luo (flera folkgrupper)
Luo används ibland som samlingsbeteckning på flera olika folkgrupper som talar något luospråk. Luofolk finns i Sudan, Uganda, Kongo-Kinshasa, Kenya och Tanzania. Bland luofolken finns acholi, alur, anuak, lango, luo och palwo.
Enligt lingvistisk forskning, och enligt den egna muntliga traditionen, härstammar alla luofolk från nuvarande södra Sudan, varifrån flera grupper utvandrade under tidig medeltid. På 1500-talet nådde flera luostammar Victoriasjön.